# رالی سافاری ۲۰۲۵
رالی سافاری ۲۰۲۵ (که به عنوان رالی سافاری کنیا ۲۰۲۵ نیز شناخته می‌شود) یک رویداد اتومبیل‌رانی بود که برای خودروهای رالی در مدت چهار روز، از ۲۰ تا ۲۳ مارس ۲۰۲۵ برگزار شد. این رویداد هفتاد و سومین دوره رالی سافاری بود و سومین دور از مسابقات رالی قهرمانی جهان ۲۰۲۵، رالی قهرمانی جهان ۲ ۲۰۲۵ و رالی قهرمانی جهان ۳  ۲۰۲۵ محسوب می‌شد. این رویداد در شهر نایواشا در استان ناکورو کنیا مستقر بود و شامل بیست و یک مرحله ویژه بود که مجموع مسافت رقابتی آن به ۳۸۴٫۸۶ کیلومتر (۲۳۹٫۱۴ مایل) می‌رسید.
کاله رووانپرا و یون هالتونن برندگان دوره گذشته این رالی بودند و تویوتا گازو ریسینگ دبلیوآرتی نیز مدافع عنوان قهرمانی تیم‌ سازنده بود. گاس گرین‌اسمیت و یوناس اندرسون مدافعان برد در کلاس رالی ۲ بودند. حمزه انور و عدنان دین نیز برندگان مدافع رالی در مسابقات قهرمانی ۳ بودند.
الفین ایوانز و اسکات مارتین در این رالی به پیروزی رسیدند و تیم آن‌ها، تویوتا گازو ریسینگ دبلیوآرتی، موفق شد از عنوان برد خود را دفاع کند.